# Station Goor West
Station Goor West (geografische afkorting Gor) was een station aan de voormalige spoorlijn Neede - Hellendoorn. Het station van Goor was voor personenvervoer geopend van 1 mei 1910 tot 15 januari 1935. Tot 1972 is het nog in gebruik geweest voor goederenvervoer. Het ontwerp van dit station wordt Standaardtype NH 2 genoemd.
Ten tijde van het bestaan van dit station had Station Goor de naam Goor Zuid.